# Трёхполосый зуёк
Трёхполосый зуёк (лат. Charadrius tricollaris) — мелкий кулик из семейства ржанковых.

## Описание
Трёхполосый зуёк легко отличается от других видов куликов двумя чёрными полосками на груди, разделёнными белой полосой. Кроме того, окантовка глаз и основание клюва красного цвета. Взрослая особь длиной 18 см. Оперение самцов и самок схоже. У молодых птиц окраска перьев менее интенсивная, отсутствуют красные круги вокруг глаз.

## Местообитание
Трёхполосый зуёк обитает на песчаных и гравийных берегах водоёмов. Ареал — Южная Африка (Намибия, Ботсвана, Зимбабве, юг Мозамбика), за исключением района Калахари.

## Питание
Питается червями, насекомыми и их личинками, а также ракообразными.